# Neoatopsyche
Neoatopsyche is een geslacht van schietmotten van de familie Hydrobiosidae.

## Soorten
- N. brevispina F Schmid, 1957
- N. chilensis F Schmid, 1955
- N. obliqua OS Flint, 1970
- N. spinosella F Schmid, 1955
- N. unispina OS Flint, 1967